# The Beatles (album)
| Recensione                    | Giudizio       |
| ----------------------------- | -------------- |
| AllMusic                      | [ 1 ]          |
| The A.V. Club                 | A+             |
| The Daily Telegraph           | [ 8 ]          |
| Encyclopedia of Popular Music | [ 9 ]          |
| MusicHound                    | [ 10 ]         |
| Ondarock                      | Pietra miliare |
| Pitchfork                     | [ 11 ]         |
| PopMatters                    | [ 12 ]         |
| Q                             | [ 13 ]         |
| Rolling Stone                 |                |
| Piero Scaruffi                | [ 14 ]         |

The Beatles (noto anche come White Album o in italiano come Doppio bianco) è il nono album dell'omonimo gruppo musicale britannico (decimo considerando anche l'album Magical Mistery Tour, in origine pubblicato come LP solo negli USA e come EP in UK), pubblicato nel 1968 dalla Apple Records e prodotto da George Martin; venne messo in commercio nel Regno Unito il 22 novembre 1968.  La rivista Rolling Stone lo ha inserito nel 2020 al 29º posto della lista dei 500 migliori album, mentre la rivista NME lo posiziona al nono posto della sua analoga classifica dei migliori 500 album; compare anche nel volume 1001 Albums You Must Hear Before You Die.

## Storia
Verso la fine del maggio 1968, poco prima di iniziare a lavorare al nuovo album, i Beatles si ritrovarono nella casa di George Harrison a Esher, nel Surrey, e con un registratore Ampex a quattro piste incisero i nastri di prova delle loro recenti composizioni, materiale denominato The Kinfauns Demo o The Esher Session, di mediocre qualità tecnica però rivelatore della genesi di molti pezzi del prodotto finale.
La formazione era reduce dalla trasferta in India e dall'esperienza della meditazione trascendentale nel ritiro di Rishikesh, sotto la guida del guru Maharishi. L'ashram di Rishikesh fu determinante per la crescita compositiva e strumentale dei quattro musicisti: la serenità e il tempo libero, che concedevano loro spazi di creatività e tempi per comporre nuove canzoni, e l'assenza di elettricità che li costrinse a utilizzare le chitarre acustiche, raffinandone le competenze strumentali e imparando da Donovan (altro discepolo del Maharishi) la tecnica del finger-picking – che sarebbe stata usata in più di una traccia dell'album – contribuirono in maniera fondamentale alla realizzazione del disco.
Il gruppo tornò dall'India con una trentina di composizioni, molte delle quali finirono nei Kinfauns Demo. Il produttore George Martin si disse subito contrario a che si realizzasse un album doppio, avanzando con forza l'opinione che la carta vincente sarebbe stata piuttosto un album singolo di alta fattura. I Beatles però erano ormai orientati a incidere un doppio album, e nonostante il parere di Martin scelsero di insistere nel loro progetto iniziale e il 30 maggio iniziarono a registrare.

## Registrazione
Il disco, sotto più aspetti, riflette la tensione che era venuta a maturare fra i quattro musicisti, e marca una netta discontinuità con il precedente Sgt Pepper. Il White Album non è un lavoro corale, bensì un'opera di «solisti, di tanti ego separati in lotta per la preminenza». In diversi pezzi, Paul McCartney, John Lennon e George Harrison lavorarono separatamente come compositori e interpreti, usando gli altri solo come gruppo di spalla o talvolta incidendo in solitudine tutte le parti vocali e strumentali.
Il nervosismo strisciante e i continui litigi diedero luogo a clamorosi abbandoni: Geoff Emerick, il fidato ed esperto tecnico di studio che aveva seguito i Beatles nei loro due album migliori – Revolver e Sgt Pepper –, si licenziò dopo meno di due mesi dall'inizio delle incisioni; George Martin lasciò gli studi e andò in ferie; anche Ringo Starr, esaurito e poco motivato, il 22 agosto abbandonò le registrazioni portando la famiglia in vacanza in Sardegna. Sostituito alla batteria da Paul nei brani registrati in sua assenza, Back in the U.S.S.R. e Dear Prudence, il 3 settembre Ringo tornò sui propri passi rientrando negli studi di Abbey Road e, in segno di gratitudine e di sollievo da parte di tutti, trovò la batteria decorata da Mal Evans con festoni di fiori e con la scritta "Bentornato Ringo". Terminate le sessioni di incisione e di mixaggio, Lennon e McCartney trascorsero ventiquattro ore a organizzare la sequenza delle tracce, concentrando i brani di hard rock nella terza facciata, raggruppando nella seconda la canzoni che avevano a che fare con animali e sparpagliando le composizioni di Harrison nelle quattro facciate, con il ricorso alle dissolvenze incrociate per evitare stacchi fra i brani.

## Pubblicazione
Nonostante tutto, il nuovo album fu subito accolto molto positivamente dalla critica, giudicato artisticamente molto intenso, con una qualità di suono non comune. Vi si sperimentavano tutti i generi musicali: pop, rock, hard rock, country, jazz, blues e folk. Ancora prima della commercializzazione, il successo strepitoso del White Album smentì le preoccupazioni di Martin, con un trionfo che non fu solo momentaneo – in meno di due mesi erano stati venduti quattro milioni di copie dell'album –, ma che si prolungò nel tempo. Per dieci anni, infatti, il White Album risultò essere il doppio LP più venduto di sempre. A tutt'oggi rimane l'album dei Beatles più venduto negli Stati Uniti, con 19 dischi di platino.

## Titolo e copertina
I Beatles avrebbero voluto intitolare l'album A Doll's House, con un apparente richiamo all'omonima opera teatrale di Ibsen, ma vennero preceduti dal gruppo inglese rock dei Family, che nell'agosto del 1968 aveva esordito sulla scena musicale con il proprio LP Music in a Doll's House. Reduci dal successo di Sgt Pepper, si interrogavano su quale copertina del disco avrebbe maggiormente attratto e soddisfatto i fan in attesa.
Con la mediazione di Robert Fraser, al proposito fu interpellato l'artista Richard Hamilton, che suggerì un titolo essenziale, The Beatles, e una copertina interamente bianca e soltanto con il titolo in rilievo, una scelta agli antipodi del fantasioso collage di Sgt Pepper. Sempre di Hamilton fu la proposta di inserire all'interno di ogni copia del 33 giri un poster che ritraeva alcune immagini dei Beatles ripresi in svariate situazioni informali, più quattro ritratti fotografici dei membri del gruppo, riprodotto nel cofanetto dell'edizione in CD dell'album in formato compatibile con le dimensioni del compact disc.

## Brani
The Beatles è uno degli album più variegati del gruppo, visto che nel gran numero di brani al suo interno si trovano i vari temi della loro carriera dalle loro tipiche ballate alla pura sperimentazione. Come musicisti di supporto alla registrazione dell'album si segnala la presenza di Eric Clapton, Nicky Hopkins e Jackie Lomax.
L'album comprende trenta tracce e si apre con un pezzo scritto da Paul McCartney, Back in the USSR, pezzo decisamente rock and roll così come Birthday che apre il secondo disco. Sono sue anche la filastrocca Ob-La-Di, Ob-La-Da, Honey Pie, Blackbird (ispirata alla lotta per i diritti civili), Martha My Dear, Mother Nature's Son, la country Rocky Raccoon, la ballata acustica I Will e il rock violento di Helter Skelter e di Why Don't We Do It in the Road?, quest'ultima esplicita e spudorata: la frase del titolo è anche l'unica di tutta la canzone, meno tre intermezzi, ripetuta svariate volte e in svariati modi differenti dal suo compositore principale, Paul McCartney, con la sola presenza di Ringo Starr. Fu registrata il 9 ottobre del 1968. John Lennon manifestò più di una volta il proprio disappunto per essere stato escluso dalla registrazione del brano, avvenuto proprio nel giorno del suo compleanno; la mossa di McCartney forse volle essere una sorta di "vendetta" nei confronti dello stesso Lennon che lo escluse dall'incisione di Revolution 9.
Dear Prudence, Glass Onion e The Continuing Story of Bungalow Bill sono invece di Lennon, così come Happiness Is a Warm Gun, collage di tre temi musicali diversi e censurata dalla BBC per accenni al sesso e alla droga; sempre di Lennon sono I'm So Tired, Julia (dedicata alla madre), Yer Blues, Everybody's Got Something to Hide Except Me and My Monkey, Sexy Sadie, Revolution 1 (versione acustica della Revolution uscita precedentemente su 45 giri insieme a Hey Jude), Revolution 9 (un classico esempio di sperimentazione sonora, con l'aiuto di Yōko Ono) e Cry Baby Cry.
While My Guitar Gently Weeps, Piggies, Long, Long, Long e Savoy Truffle (sulla passione di Clapton per i dolci) sono di George mentre Don't Pass Me By è la prima canzone interamente di Starr che canta anche Good Night di Lennon.
Nel periodo tra fine maggio e metà ottobre in cui l'album fu registrato erano stati incisi altri due pezzi oltre ai trenta che finirono nell'album ma due di essi non trovarono posto nel montaggio conclusivo del disco e dovettero essere accantonati. Si tratta di Not Guilty di Harrison e di What's the New Mary Jane di Lennon. Altri quattro brani, presenti nei Kinfauns Demo, subirono la medesima sorte. Sono Child of Nature (poi divenuta Jealous Guy) di Lennon, Junk di McCartney e Circles di Harrison, che sarebbero apparsi in seguito in dischi solisti dei rispettivi autori, e Sour Milk Sea, sempre di Harrison, ceduto poi a Jackie Lomax. Una quinta traccia, Etcetera, venne incisa da McCartney durante la registrazione dell'album ma in seguito Paul portò via il nastro e non se ne seppe più nulla.
Alla fine del brano Cry Baby Cry parte una brevissima canzone dalla melodia triste, cantata da Paul. Il brano è quasi attaccato alla traccia successiva Revolution 9. Questo breve pezzo, senza titolo, alimenta la leggenda della morte di Paul McCartney, in quanto il testo ripete: «Can you take me back?» ("Puoi riportarmi indietro?") per l'intera durata della canzone.

### Disco 1

#### Back in the U.S.S.R.

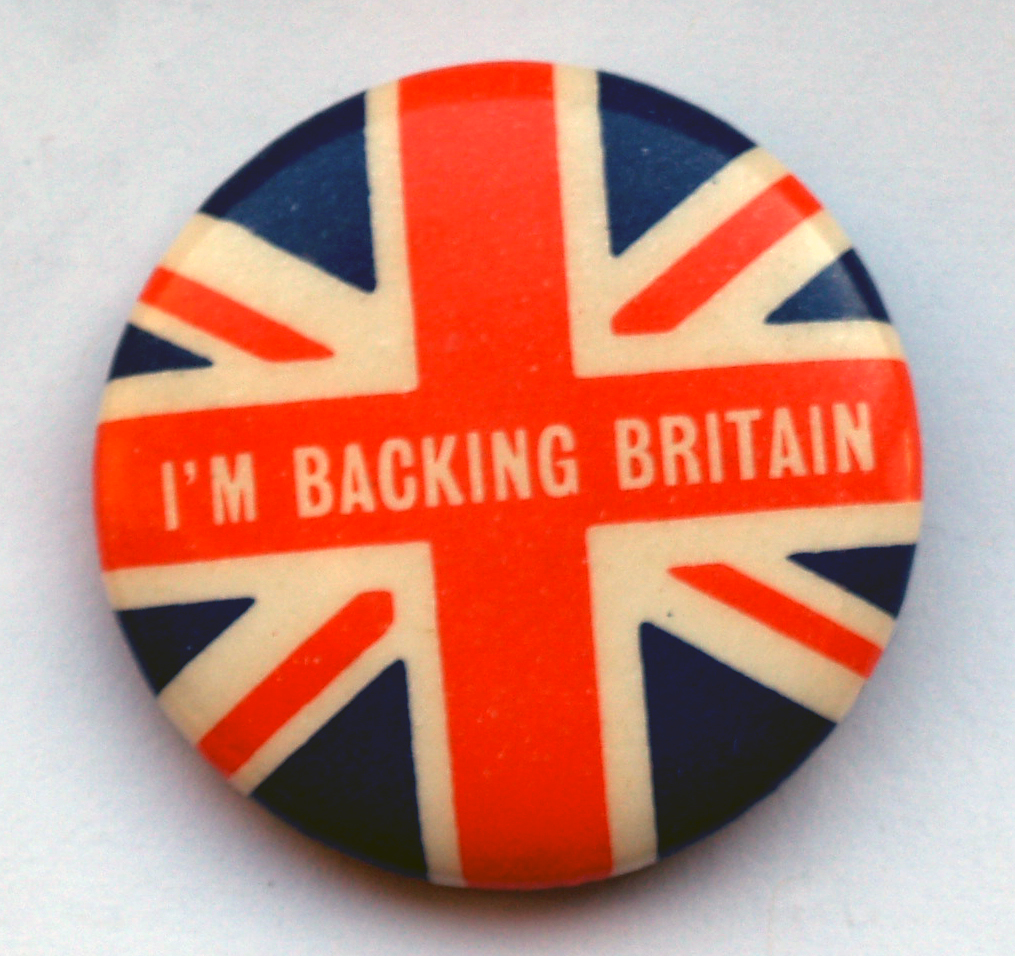
Spilla promozionale della campagna

L'idea del brano risale al febbraio 1968, periodo in cui i Beatles erano in India a studiare meditazione trascendentale. Lì avevano avuto contatti con altri artisti rock fra i quali Donovan e Mike Love degli americani Beach Boys. Fu proprio quest'ultimo che diede l'idea a Paul di comporre una variante sovietica del successo di Chuck Berry Back in the U.S.A.. McCartney raccolse questo suggerimento e lo collegò alla campagna in atto in Gran Bretagna in favore dell'industria nazionale che aveva come slogan "I'm backing Britain".
Nell'estate di quell'anno i rapporti fra i Beatles avevano raggiunto un livello molto alto di tensione: a metà agosto, Ringo Starr, stanco dei litigi, spesso trattato marginalmente e sentendosi perciò sottostimato e isolato, decise che era ora di lasciare il gruppo. Il 22 di quel mese, John, Paul e George si ritrovarono da soli in studio a incidere le prime cinque piste di Back in the U.S.S.R., nella quale fu Paul ad eseguire la parte di batteria al posto di Ringo mentre John suonò il basso. Paul si produsse anche in una performance vocale aggressiva nel suo stile di un tempo. Ne risultò un rock vigoroso che richiama i Beach Boys anche nella sezione del testo in cui Paul, riferendosi alle ragazze delle repubbliche sovietiche, scimmiotta le parole di California Girls del gruppo statunitense.
Il rumore dell'aereo (un Viscount in decollo e in atterraggio all'aeroporto di Londra) che si sente nitidamente all'inizio e alla fine del pezzo è tratto dalla raccolta di effetti sonori curata da Stuart Eltham a cui i Beatles attinsero a piene mani in varie occasioni.

#### Dear Prudence

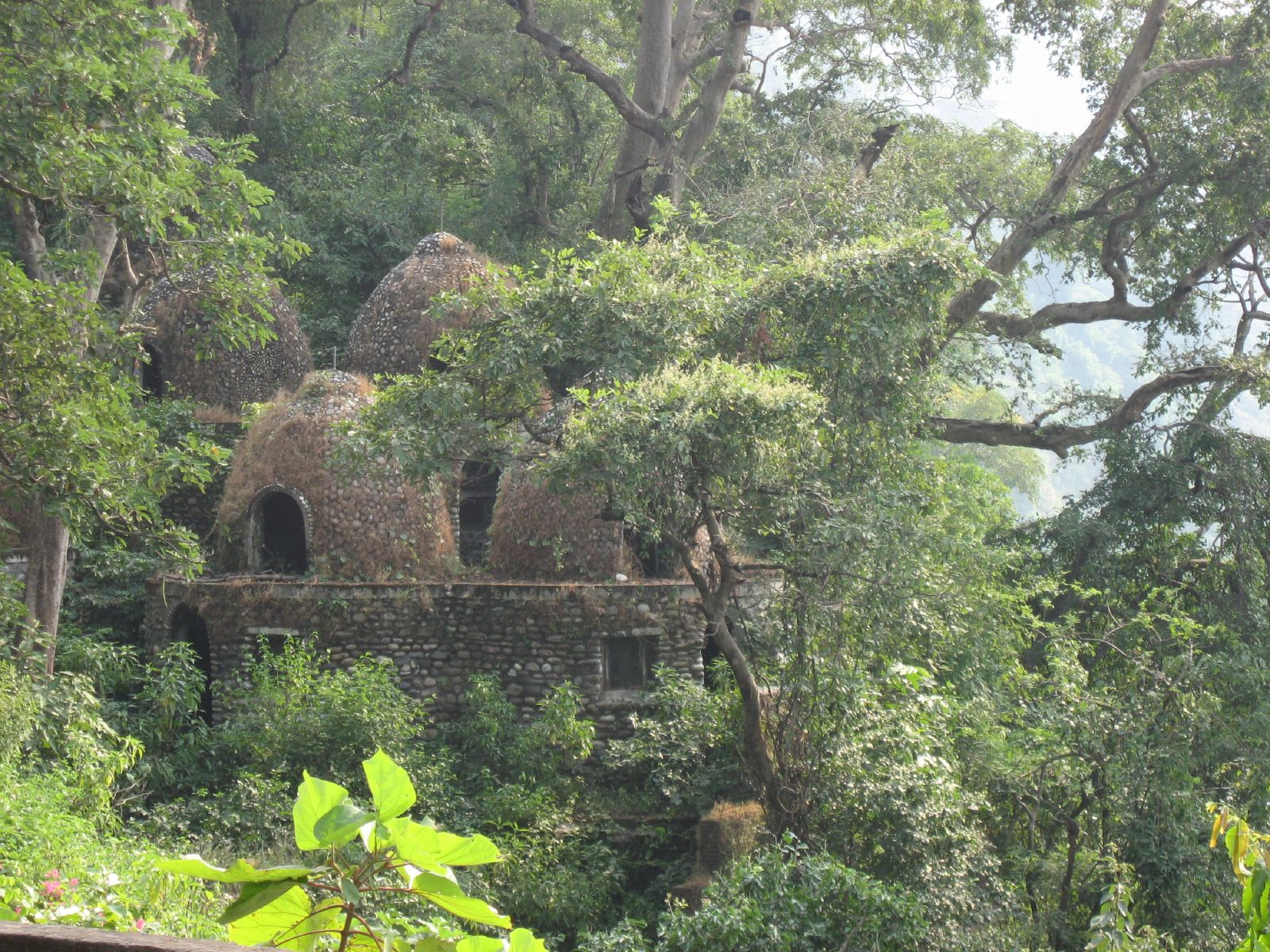
Stanze destinate alla meditazione nel ritiro di Rishikesh

Il pezzo si ispira a Prudence Farrow (sorella dell'attrice Mia Farrow) che i Beatles ebbero modo di conoscere in India nell'ashram di Rishikesh. La ragazza, emotivamente fragile, era rimasta talmente coinvolta dalle lezioni del Maharishi da restare intere settimane chiusa in camera a concentrarsi nella meditazione trascendentale. Furono John e George che, trovandola mentalmente provata, la convinsero a uscire dall'isolamento. Il testo del brano è infatti un invito rivolto a Prudence a tornare a una vita normale, anche se alcuni intravedono nelle parole un riferimento a un risveglio sessuale.
John prese spunto dall'episodio per stendere immediatamente la struttura della canzone, utilizzando la tecnica del finger-picking appresa da Donovan. Le registrazioni vennero effettuate ai Trident Studios nei giorni 28-30 agosto; in assenza di Ringo Starr, il ruolo di batterista fu di nuovo ricoperto da Paul che l'ultimo giorno sovraincise il basso, una parte al piano e un breve frammento al flicorno. Di John – oltre alla voce solista – è l'arpeggio di chitarra che si snoda durante l'intero brano. I tamburelli e i battimani sono dovuti al contributo di Mal Evans, John McCartney – cugino di Paul – e Jackie Lomax. Sono di Evans e Lomax anche i cori «Look around, 'round 'round».

#### Glass Onion
Il testo di Glass Onion costituisce uno sberleffo nei confronti di tutti quei fan che da tempo si dedicavano con impegno allo scrupoloso esame delle parole dei brani, ricavandone interpretazioni arbitrarie e fantasiose. In realtà erano gli stessi Beatles – in particolare John, innamorato del nonsenso – che, non sempre volutamente, nei loro testi seminavano qua e là giochi di parole, allusioni ermetiche ed enigmatiche tracce. I testi di Glass Onion furono il punto più alto di quella tecnica di seduzione, infarcite come sono di altri accenni misteriosi. Lennon, anticipando di un anno il fiorire della leggenda sulla morte di Paul McCartney, a proposito del riferimento criptico in I Am the Walrus rivela infatti. «The walrus was Paul» («Il tricheco era Paul»). Nel testo il brano presenta continui richiami alla produzione del gruppo: Strawberry Fields Forever, I Am the Walrus, Lady Madonna, The Fool on the Hill, Fixing a Hole, con alcune di esse che a loro volta rimandano ad altri pezzi. La parodia autoreferenziale è resa musicalmente dalle note di flauto dolce che seguono la citazione di The Fool on the Hill, eseguite con lo stesso strumento che caratterizza la versione presente in Magical Mystery Tour.
Diversi esegeti si esercitarono anche nell'interpretazione del titolo, ma erano fuori strada. Infatti in quel periodo la Apple scritturò la formazione degli Iveys, che John avrebbe voluto rinominare appunto "Glass Onion"; il nome però non piacque e il gruppo ne scelse un altro. Decise di chiamarsi Badfinger, nome tratto dal titolo originale di With a Little Help from My Friends che era appunto Badfinger Boogie.

#### Ob-La-Di Ob-La-Da
Ob-la-di Ob-la-da era un'espressione della tribù degli Yoruba dal significato "La vita va avanti" ripetuta a ogni occasione da un amico di Paul, il percussionista nigeriano Jimmy Scott (che ad Abbey Road avrebbe suonato le congas nella registrazione del 5 luglio). McCartney ne rimase colpito e cominciò ad abbozzare la linea melodica, che già in India aveva assunto una fisionomia propria tanto da essere cantata da Lennon per rinfrancare Prudence Farrow.

Benché si tratti di un motivo molto orecchiabile e non particolarmente elaborato dal punto di vista armonico, ci vollero cinque sessioni in studio di registrazioni, rifacimenti e sovraincisioni per arrivare a una versione soddisfacente. Racconta il tecnico di studio Richard Lush:
Paul si mostrò molto soddisfatto del pezzo tanto da caldeggiarlo come singolo, ma gli altri non ne vollero sapere. Il gruppo dei Marmalade ne incise una cover che raggiunse il primo posto in classifica.

#### Wild Honey Pie
Con i suoi cinquantatré secondi di durata, Wild Honey Pie è la canzone più breve mai incisa dai Beatles. Si tratta del frammento di un brano che Paul McCartney concepì in India e realizzò con più sovraincisioni per puro divertimento. Spiegò che fu l'entusiasmo suscitato in Pattie Harrison a convincerlo a inserirlo. Il testo si basa esclusivamente sulla ricerca di un suono, di un soundsense e musicalmente non ha nulla a che vedere con la successiva Honey Pie. Spesso bistrattata da critica e pubblico e liquidata come una sciocchezzuola "alla Paul", la canzone si ritaglia un posto nella storia proprio grazie all'ermetico testo, che non fa altro che ripetere le parole «honey pie» (torta di miele) diverse volte concludendo poi con un enfatico «I love you honey pie» («ti amo torta di miele»!), un curioso esempio di poesia estemporanea e folle, che rispecchia l'atmosfera di assoluta libertà degli anni in cui fu composto il brano. Paul la realizzò con la voce raddoppiata, ma ascoltandola ad alto volume si può notare che in realtà c'è una terza voce, con un tono molto basso.
Il gruppo rock proto-grunge dei Pixies ne ha fornito un'insolita cover sulla compilation live Pixies at the BBC del 1998.

#### The Continuing Story of Bungalow Bill
Come al suo solito, Lennon si ispirò a un episodio realmente accaduto. "Bungalow Bill" era infatti il soprannome (chiaramente mutuato da "Buffalo Bill") affibbiato da John a un ospite americano della comunità indiana di Rishikesh, tale Richard A. Cooke III, che aveva raggiunto la madre – allieva del corso del guru Maharishi – e, fra una meditazione e l'altra, era andato con lei a caccia di tigri.
Il brano fu registrato in una sola seduta l'8 ottobre e su tre soli nastri; questo denuncia la voluta frettolosità e trascuratezza che fu impiegata in quell'occasione. Fu una seduta con tutti i presenti nello Studio Due di Abbey Road (fra cui Yōko Ono che canta il verso «not when he looked so fierce») impegnati in un qualche ruolo – applausi, fischiettii, cori e battimani. Il grido di Lennon "Eh up!" in chiusura del brano si dimostrò perfetto in fase di montaggio dell'album per fungere da introduzione al pezzo seguente.
Le note di flamenco delle battute di chitarra in apertura del brano originano dal Mellotron di John, lo stesso usato da McCartney per l'introduzione di Strawberry Fields Forever.

#### While My Guitar Gently Weeps

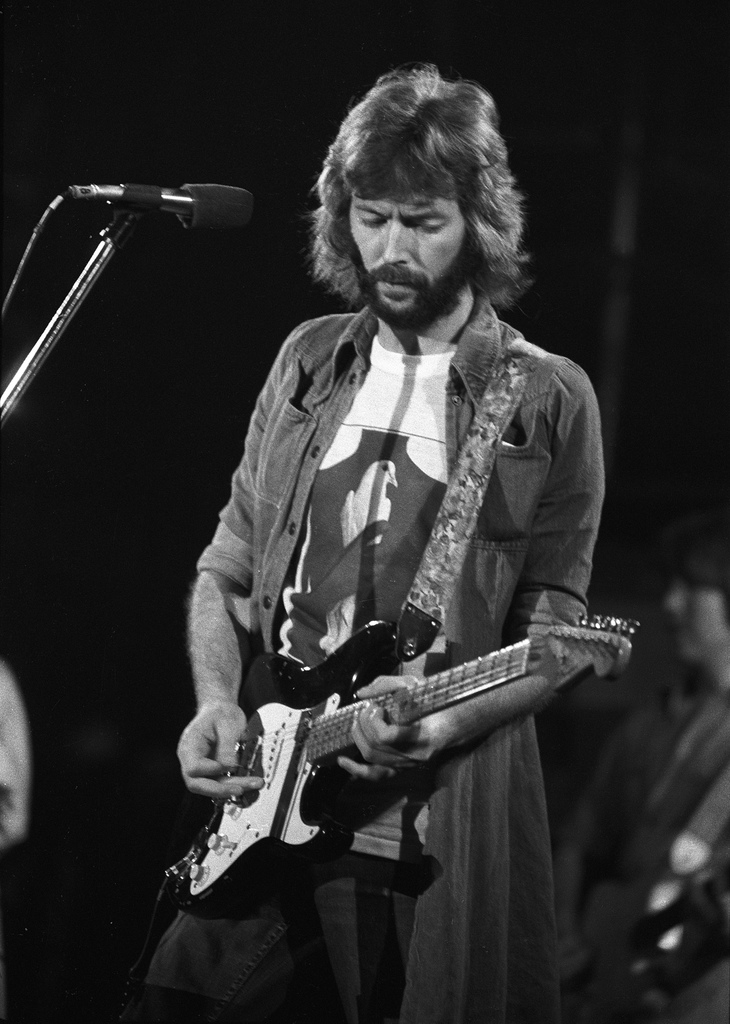
Eric Clapton, autore dell'assolo di chitarra

George Harrison era messo in ombra dalla personalità e dal carisma di John e di Paul e si trovava spesso a occupare con rassegnazione un ruolo di second'ordine. Tuttavia, c'erano – e ancor più ci sarebbero stati in Abbey Road – momenti in cui emergeva nel chitarrista la consapevolezza del proprio valore di compositore. Uno di quei momenti fu il 25 luglio, giorno in cui George si presentò da solo allo Studio Due e incise una versione di While My Guitar Gently Weeps accompagnandosi con la chitarra acustica. Dovette pazientare fino a metà agosto, quando il gruppo rimaneggiò il pezzo e ne registrò quattordici nastri. Dopo altre due settimane, nel giorno del ritorno di Ringo, il brano fu rifatto per la terza volta e il giorno successivo furono effettuate delle sovraincisioni, ma George restava insoddisfatto anche per un assolo di chitarra che non lo convinceva, perciò intuì che era necessaria una svolta e chiese al suo amico Eric Clapton, allora chitarrista dei Cream, di intervenire nella rifinitura del brano, vincendone le esitazioni e portandolo in studio il 6 settembre. In quella data, Clapton si esibì in un assolo rimasto celebre, mentre Paul suonò il basso distorto e George inserì la voce solista. La presenza del grande chitarrista in sala di incisione con i Beatles – il primo musicista in grado di surclassarli tecnicamente con cui comunque accettarono di suonare – ebbe anche risvolti positivi nel senso di maggiore coesione e impegno del gruppo, almeno per quel giorno.
Harrison compose il brano quando era in visita alla famiglia, seguendo gli spunti del libro cinese I-Ching e traendo ispirazione da due parole (“gently weeps”) lette casualmente nel primo libro che gli capitò sotto mano. In origine la canzone aveva una terza strofa successivamente eliminata, ma che si può ascoltare perché rimase sul nastro registrato dall'autore nella prima seduta del 25 luglio, nastro pubblicato a quasi trent'anni di distanza.

#### Happiness Is a Warm Gun
Lennon prese spunto dalla frase letta incidentalmente su una rivista di armi di George Martin: «La felicità è un fucile caldo in mano» (non a caso il titolo provvisorio del brano è Happiness Is a Warm Gun in Your Hand), espressione che a sua volta discendeva dai fumetti dei Peanuts disegnati da Schulz anni prima e raccolti sotto il titolo Happiness Is a Warm Puppy (“la felicità è un cucciolo caldo”). Il testo è emblematico della tensione visionaria di Lennon, che mise insieme immagini reali e artificiali, riferimenti al sesso e alla droga, invenzioni e suggestioni estemporanee.
Come il suo autore ebbe a confermare in seguito, il brano è formato da tre segmenti slegati che Lennon denominò nell’ordine “Dirty old man”, “the junkie” e “the gunman”. Secondo Ian MacDonald le sezioni sono quattro: un'introduzione con tecnica finger-picking, un secondo frammento lidio (I need a fix), una terza frazione rock (Mother Superior) e la parte conclusiva. Questo è in parte documentato dai nastri della Esher Session, nei quali Lennon si limita a cantare la parte centrale formata da I need a fix e Mother Superior jumped the gun. Le sezioni risultano slegate dal punto di vista metrico, dato che parti in 4/4 si alternano a tempi composti. La sezione “I need a fix ‘ cause I’m going down” è in 9/8, nella frazione che comincia con "When I hold you in my arms" John canta in 3/4 mentre Ringo procede in 4/4. Il testo vide l'assemblaggio di frasi che Lennon aveva sentito pronunciare da Derek Taylor, Pete Shotton e Neil Aspinall durante un viaggio in acido e in alcuni passaggi il contributo di Taylor che fornì delle immagini tratte dalla propria esperienza o dalla lettura dei giornali.
Le registrazioni durarono dal 23 al 25 settembre. L'ultimo giorno furono cucite assieme le due metà dei nastri 53 e 65 e a quella base definitiva furono eseguiti da John, George e Paul e sovraincisi i cori "bang bang shoot shoot" che accompagnano l'ultima sezione. Si trattò di una delle ultime produzioni d'insieme del gruppo. Nonostante l'armonia fosse irrimediabilmente pregiudicata ed emergessero le rivalità fra Lennon e McCartney, fu proprio quest'ultimo a definire Happiness Is a Warm Gun il suo pezzo preferito dell'intero album.

#### Martha My Dear
Al contrario del brano precedente, Martha My Dear è invece una creazione individuale di McCartney che vi suona il pianoforte, il basso, la chitarra solista e la batteria, oltre a cantare e battere le mani.
Il pezzo nacque come esercizio pianistico. Paul lo considerava piuttosto complesso per il proprio livello tecnico raggiunto e si meravigliò di sé stesso per l'abilità di esecuzione. Il testo poco chiaro, che scaturì lentamente durante l'esecuzione alla tastiera, è apparentemente dedicato al cane di Paul, ma le parole sembrano essere rivolte più a un amore antico fonte di ispirazione. Curiosamente, qualche anno dopo McCartney avrebbe scritto per l'album Band on the Run un'altra canzone, Jet, che per il titolo prende in prestito il nome di un suo cane, stavolta un cucciolo di labrador.
Il pomeriggio del 4 ottobre, Paul si trovò ai Trident Studios assieme a quattordici musicisti – una sezione di otto archi e una banda di sei ottoni. Dapprima incise la traccia vocale e le parti di piano e di batteria, così che potessero servire da filo conduttore per l'orchestra; fu poi la volta dei quattordici elementi, diretti personalmente da George Martin e infine, dopo la mezzanotte, McCartney provvide a modulare una nuova linea melodica e a incidere il battimani. Nella giornata successiva sovraincise il basso e la chitarra elettrica.

#### I'm So Tired
Composta da Lennon e registrata l'8 ottobre 1968 in un'unica e lunga sessione iniziata nel pomeriggio e terminata solo alle 8 del mattino seguente (la stessa in cui fu incisa anche The Continuing Story of Bungalow Bill), I'm So Tired è una sorta di ballata rock dall'incedere indolente definita dal critico e storico musicale inglese Mark Lewisohn «un rock letargico».
Lennon la scrisse durante il suo soggiorno in India, tormentato dall'insonnia, dall'astinenza da droghe e alcol e dalla presenza della moglie Cynthia (mentre il suo pensiero era sempre più rivolto a Yōko Ono) e il suo testo richiama I'm Only Sleeping, pur non possedendo la stessa grinta e brillantezza di quest'ultima. In coda al brano si sente John farfugliare il verso enigmatico «Monsieur, monsieur, how about another one?» («Monsieur, monsieur, che ne dice di un'altra?»), testimonianza dell'amore di Lennon per le bizzarrie e le casualità che però, secondo alcuni, ascoltando il nastro al contrario, avrebbe chiari riferimenti alla presunta morte di Paul McCartney: «Paul is dead man. Miss him, miss him, miss him!» («Paul è morto. Mi manca, mi manca, mi manca!»).

#### Blackbird

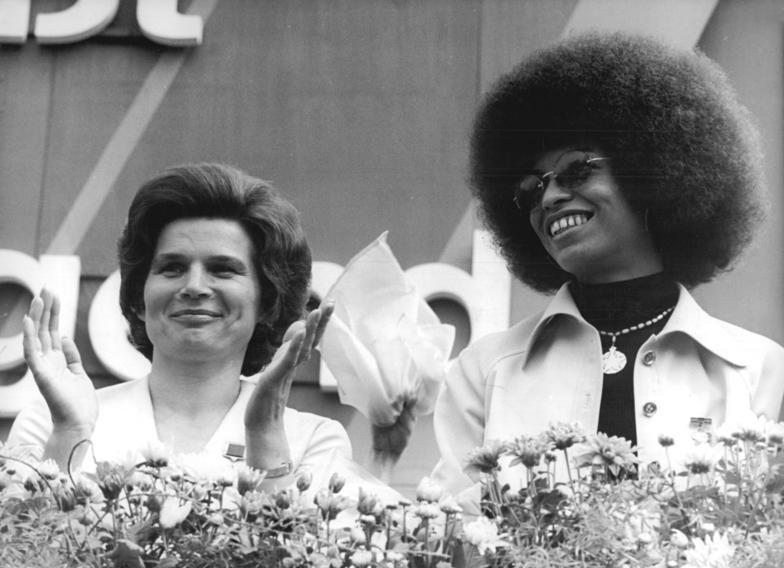
Angela Davis (a destra), attivista del movimento per i diritti civili negli USA (1973)

L'11 giugno 1968, mentre John era impegnato nella lavorazione della sua Revolution 9 nello Studio Tre di Abbey Road, nella sala accanto (Studio Due), Paul incideva Blackbird, una delicata ballata composta dallo stesso McCartney nella sua fattoria in Scozia.
Il risultato della registrazione fu una semplice, ma al tempo stesso suggestiva, ballad chitarra e voce, eseguita con il tipico stile del fingerpicking, tecnica che i Beatles avevano imparato e affinato nel loro soggiorno indiano dove, in assenza di strumenti elettrificati, avevano a disposizione soltanto le loro chitarre acustiche Martin. Il suono dei merli cinguettanti, aggiunto in sede di sovraincisione, venne prelevato dalla raccolta di effetti sonori curata da Stuart Eltham, mentre il ticchettio che si può udire in lontananza, sembra attribuibile o a un metronomo, oppure «semplicemente al battito del piede dello stesso McCartney». Il blackbird (merlo) del titolo, simboleggia una donna nera statunitense alle prese con i problemi legati ai diritti civili, tematica che in quel periodo pare fosse molto cara a tutto il gruppo.
Margo Stevens, una fan dei Beatles, ricorda che in una calda notte londinese McCartney si sedette sul davanzale della finestra posta all'ultimo piano della sua abitazione di Cavendish Avenue e regalò una versione dal vivo della canzone alle Apple scruffs, radunate davanti all'edificio.

#### Piggies
Una delle rare canzoni non firmate dal duo Lennon-McCartney, Piggies, la cui stesura risale al 1966, fu composta da George Harrison, il quale concepì un testo pungente e sarcastico basato sulla satira sociale in stile orwelliano (è indicativo nell’ultimo verso della strofa omessa quel “pig brother” che richiama il “Big Brother” dello scrittore inglese), in cui il genere umano viene irriso e sbeffeggiato, e paragonato a un gruppo di maiali come si evince anche dai grugniti incisi alla fine della canzone.
È di Lennon la probabile paternità della parte conclusiva dell’ultimo verso del brano; Harrison indicò invece la propria madre come autrice del verso «What they need's a damn good whacking» («Ciò di cui hanno bisogno è una sacrosanta sculacciata»). Inoltre, originariamente George aveva inserito nel testo un'ulteriore strofa, poi scartata e non apparsa sul disco, ma ancor più indicativa dell'intento ironico del brano: «Everywhere there's lots of piggies/Playing piggy pranks/You can see them on their trotters/At the piggy banks/Paying piggy thanks/To thee pig brother». («Dovunque ci sono tanti porci/Che fanno scherzi da porco/Puoi vederli, coi loro zoccoletti/Ai salvadanai/Che rendono grazie porcine/Al loro Grande Porcello»). Negli anni novanta, la canzone, nella sua versione integrale, venne poi riproposta dallo stesso autore in alcune sue esibizioni dal vivo e inserita nel suo doppio album solista Live in Japan.
Piggies fu indicato, assieme a Helter Skelter, Happiness Is a Warm Gun e Revolution 9, come brano ispiratore del delirio omicida di Charles Manson – in Revolution 9 pare addirittura che abbia udito i Beatles sussurrargli la frase «Charlie, Charlie, mandaci un telegramma». Il cadavere di Leno LaBianca, vittima degli omicidi seriali della Family di Manson, ucciso insieme a sua moglie Rosemary il 10 agosto 1969 a Los Angeles, fu rinvenuto con una forchetta conficcata nello stomaco e la scritta death to pigs dipinta col sangue della stessa vittima su una parete dell'appartamento. La circostanza allude proprio all'ultimo verso della canzone che recita «Clutching forks and knives to eat their bacon», (Forchetta e coltello in pugno per divorare il bacon).

#### Rocky Raccoon
Originariamente intitolata Rocky Sassoon, è una canzonetta frivola le cui parole sembrano inventate al momento in sede di registrazione. Fu abbozzata da Paul McCartney che prende spunto dall'opera del poeta e narratore scozzese Robert W. Service intitolata The Shooting of Dan McGrew, poema melodrammatico nel quale, come in Rocky Raccoon, si muovono i personaggi di Dan e Lil Per l'ambientazione e per le sonorità acustiche appartiene al filone che annovera fra gli altri anche il brano di apertura di John Wesley Harding di Bob Dylan e Duprees' Diamond Blues in Aoxomoxoa dei Grateful Dead.
Rocky Raccoon è l'ultima delle tre canzoni messe in sequenza sul White Album che hanno nel titolo nomi di animali (raccoon significa infatti procione/orsetto lavatore). Su una musica country-western si sviluppa un racconto in stile cowboys che, per la sua fragilità e per la conclusione paradossale, un tempo sarebbe stata accantonata; Il testo, al di là dell'intuizione iniziale, ebbe un'elaborazione incerta e venne completato solo in studio. Paul per l'occasione tentò di cantare con un accento del Sud degli Stati Uniti. La stesura del brano – iniziata durante la permanenza dei Beatles presso l'eremo di Rishikesh – vide impegnati anche John Lennon e il cantautore folk Donovan. L’incisione si avvalse anche del contributo di George Marti con il suo pianoforte in stile honky-tonk.

#### Don't Pass Me By
È la prima creazione di Ringo, nata dopo una gestazione di cinque anni. In fase di registrazione, il 5 giugno, i primi nastri della canzone vennero archiviati come Ringo's Tune, titolo provvisorio di This Is Some Friendly, con il successivo approdo al definitivo Don't Pass Me By.

In sala di incisione, Ringo si trovò a lavorare assieme a Paul che fornì al pezzo le parti di piano e di basso, mentre Starr contribuì con la parte vocale, un'altra parte di piano, la batteria e dei campanelli da slitta. Lo stile country-western fu arricchito da un violino di impronta bluegrass – inserito il 12 luglio nella pista rimasta libera – suonato da Jack Fallon, involontario autore anche degli svolazzi finali. Così ricorda il violinista:

#### Why Don't We Do It in the Road?

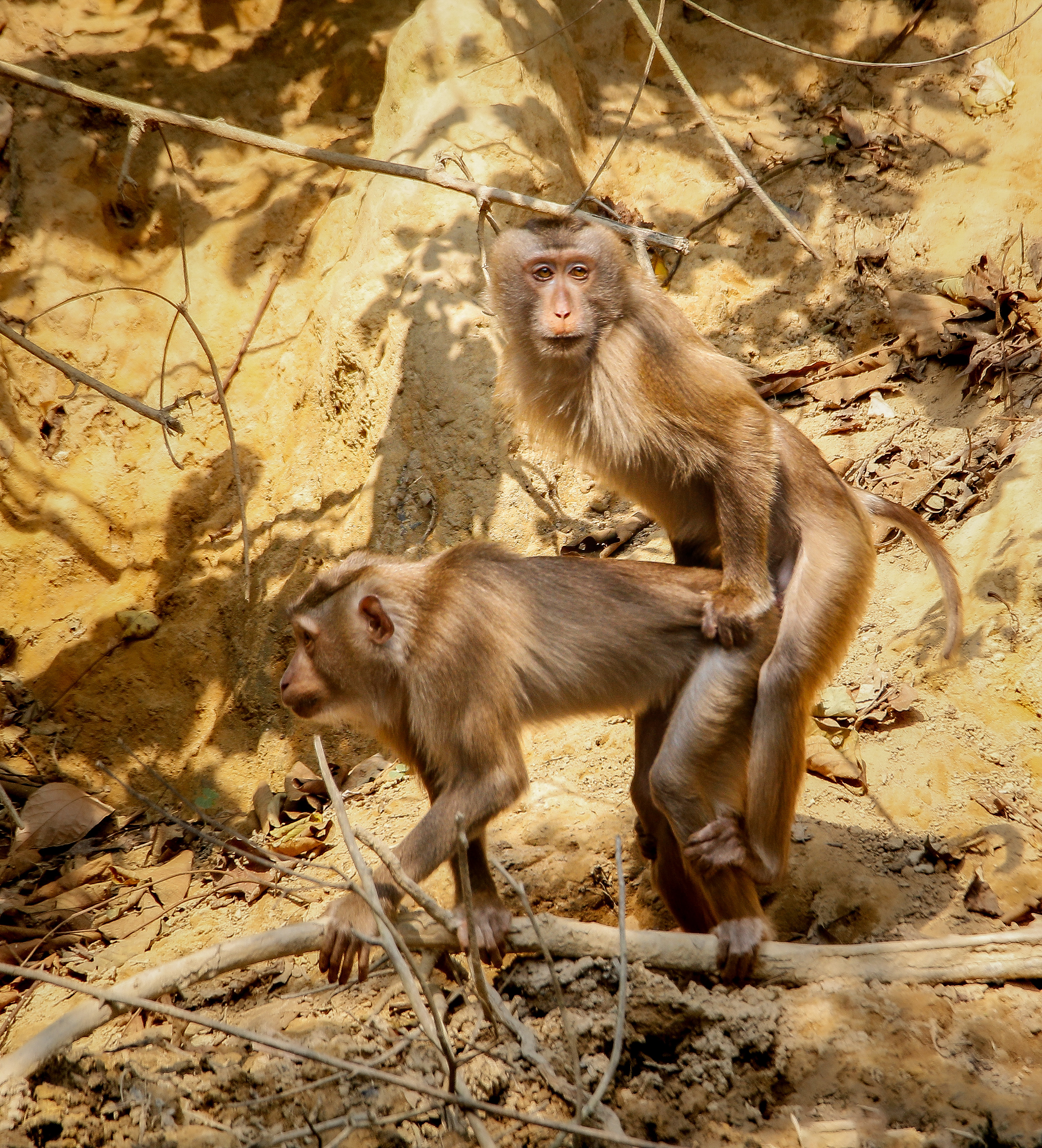
L'ispirazione per McCartney

L'idea del brano era nata nella mente di McCartney in India, un giorno in cui dal tetto dove stava meditando aveva visto un gruppo di scimmie nella giungla, due delle quali si stavano accoppiando.
Scritta ed eseguita da Paul, l'esplicita e oltraggiosa Why Don't We Do It in the Road? è una composizione in puro stile lennoniano, tanto che John ebbe in seguito a esprimere la propria irritazione per non essere stato reso partecipe, se non altro in fase di registrazione. Tuttavia, i termini della pubblicazione del White Album erano vicini e Paul sapeva che un eventuale coinvolgimento di John nel brano avrebbe dilatato i tempi a dismisura. Paul avrebbe ammesso in seguito che l'esclusione di John dall'incisione del pezzo era stata una risposta al fatto di non essere stato coinvolto nell'incisione di Revolution 9.
Il 9 ottobre il solo Paul era in sala di registrazione a curare le parti di chitarra acustica, pianoforte e basso, oltre alla linea vocale. Il giorno seguente il brano fu completato dalla sovraincisione della chitarra elettrica – suonata sempre da Paul – e della batteria di Ringo.

#### I Will
La prima canzone che McCartney dedica a Linda Eastman,
I Will è una ballata acustica dolce e accattivante nello stile di Paul, così come nello stesso stile è la meticolosità nell'incisione del pezzo che, nonostante la relativa semplicità della linea melodica e dei giri armonici, nella giornata di lunedì 16 settembre richiese sessantasette registrazioni prima di arrivare alla versione definitiva (senza contare la sovraincisione del giorno successivo). Paul contribuisce con la voce e con la chitarra acustica, Ringo è alle maracas e John usa delle percussioni di legno contro un oggetto di metallo.
A circa metà della seduta di incisione, i tre Beatles interruppero le registrazioni per fare una pausa, durante la quale non persero occasione di prodursi in improvvisazioni scherzose condotte con abilità da Paul. Rimangono su nastro Step Inside Love (composta da McCartney per Cilla Black l'anno precedente) e poi – a seguito di uno spunto di John – una ritmata e demenziale Los Paranoias.
Uno dei nastri di I Will subì una strana evoluzione, trasformandosi in un motivo cantilenante con la strofa ripetuta «Can you take me back where I came from, can you take me back?» («Puoi riportarmi da dove vengo, puoi riportarmi là?»). Poiché i Beatles non si lasciavano sfuggire le circostanze impreviste, di questo nastro fu tagliato un segmento di ventotto secondi che fu montato nel disco e che è chiaramente udibile fra Cry Baby Cry e Revolution 9.

#### Julia

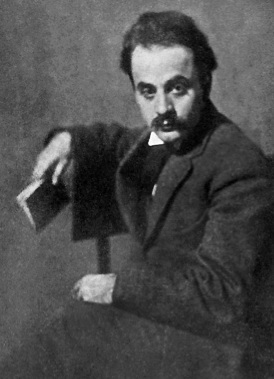
Khalil Gibran, autore di Sand and Foam

L'ultima canzone incisa per il White Album necessitò di tre nastri per raggiungere la versione definitiva. Lennon, con voce e chitarra acustica suonata con la tecnica del finger-picking, dedica questa dolce melodia alla madre Julia, morta nel 1958. Dopo un periodo di separazione forzata, il diciassettenne John si stava riavvicinando alla madre e il trauma della sua morte, che interrompeva un rapporto fatto di condivisioni e complicità, segnò Lennon nel profondo.
L'autore si richiama a due versi, «Half of what I say is meaningless; but I say it so that the other half may reach you», tratti da Sand and Foam, una raccolta del poeta libanese Khalil Gibran. Come lo stesso musicista ebbe a dichiarare, il testo era consciamente indirizzato alla figura materna a cui, in un transfert piuttosto evidente, si sovrapponeva quella di Yōko Ono, individuata come "madre" anche in altre composizioni ("Ocean Child" del terzo verso è appunto la traduzione in inglese del giapponese "Yōko Ono") e lo stesso John non negò mai di essere stato aiutato a completare il testo proprio dall'artista nipponica.

### Disco 2

#### Birthday
Una delle ultime produzioni comuni del duo Lennon-McCartney – come quest'ultimo ha riconosciuto –, Birthday è un trascinante rock and roll abbozzato in studio al piano da Paul e integrato da John fino a una sospensione della seduta.. Verso le otto di sera di quel 18 settembre, i Beatles corsero a casa di Paul a guardare in televisione The Girl Can't Help It, una produzione del 1956 con brani dell'epoca interpretati da musicisti del calibro di Little Richard, i Platters, Gene Vincent e Fats Domino. Imbottiti di rock and roll, i quattro ritornarono ad Abbey Road e completarono il pezzo con entusiasmo irrefrenabile. Secondo Lennon, McCartney si ispirò alla canzone Happy Birthday, Baby. Il critico Ted Goranson ritiene invece che l’autore, nel comporre la parte centrale del brano, avesse in mente Happy, Happy Birthday, un successo dei Tuneweavers del 1957. La voce solista è di Paul, con John che qua e là lo sostiene. Mal Evans contribuì ai battimani e per l'occasione furono anche arruolate Pattie Harrison e Yōko Ono. È di quest'ultima la voce femminile che nel ponte rilancia "Birthday!" a Paul.

#### Yer Blues
Lennon grida la sua disperata solitudine in questo pezzo pieno di riferimenti ai propri problemi sentimentali dovuti al rapporto con la moglie Cynthia oramai in frantumi anche per la presenza ingombrante di Yōko Ono.
Composta in India inizialmente come ironica risposta al fiorente British Blues per poi via via assumere connotati più cupi (isolamento, tendenza al suicidio), Yer Blues alterna sezioni nei tempi 12/8, 6/8 e 4/4. Il brano venne registrato il 13 agosto a volume molto alto e fu volutamente appesantita da effetti Leslie e da un uso abbondante dell'ADT sulle parti di voce e di chitarra. Il 20 agosto, al pezzo ormai definitivo fu montato in testa un frammento di nastro con la voce di Ringo che dà il via al conteggio «... two, three...».

#### Mother Nature's Son
Composta da Paul McCartney a casa del padre Jim a Liverpool, Mother Nature's Son è una ballata bucolica ispirata dagli insegnamenti del Maharishi e che sgorga dai ricordi di Paul relativi al periodo in cui, adolescente, era a contatto con la campagna inglese. Fu registrata dal solo autore che si accompagna con la chitarra acustica in stile finger-picking. Dei venticinque nastri, il migliore – e perciò destinato a essere la base –  risultò il penultimo, che rispetto a quelli iniziali aveva un'introduzione acustica più breve. Dopo dieci giorni il brano fu completato con le sovraincisioni di una linea di batteria – suonata da Paul – e di quattro ottoni.

I rapporti fra i quattro musicisti erano diventati molto tesi, con continui contrasti e divergenze (il 22 agosto Ringo avrebbe per questo motivo abbandonato temporaneamente il gruppo) e nella seduta di rifinitura del pezzo del 20 agosto gli attriti si manifestarono in un episodio emblematico che così racconta il tecnico di studio Ken Scott:
Prima di andare via, Paul registrò la voce di Wild Honey Pie e un brano dal titolo Etcetera di cui si sono perse le tracce.

#### Everybody's Got Something to Hide Except Me and My Monkey
Per il suo autore John Lennon il pezzo (in origine intitolato Come On, Come On) voleva essere una dedica amabile rivolta nei confronti di Yōko Ono e rispecchiava il periodo in cui i due abitavano a Montagu Square. Il testo del brano cela però anche altri sottintesi, per l'omofonia dei due verbi inglesi con il significato di “venire” (con diversa accezione) che sarebbe stata ripresa in Come Together, e per le allusioni alla dipendenza di Lennon dall'eroina – negli anni cinquanta il termine "Monkey" o "Monkey on the back" nella lingua dei jazzisti voleva indicare un consumatore di eroina.
Insolitamente la prima seduta del 26 giugno vide in prevalenza le prove di quello che sarebbe diventato il pezzo definitivo. Solo qualche nastro senza titolo fu realizzato e nella seduta del giorno successivo il lavoro fu ripreso da zero. Si trattò di eseguire le registrazioni, effettuare le sovraincisioni e poi rimaneggiare il nastro che fu accelerato con l'ausilio degli strumenti tecnici. Il 1º luglio fu sovraincisa la linea del basso di Paul e la voce di John e nell'ultima seduta del 23 luglio Lennon incise una nuova versione della parte vocale e gli altri tre Beatles formarono i cori C'mon, c'mon che introducono la dissolvenza conclusiva del pezzo.

#### Sexy Sadie

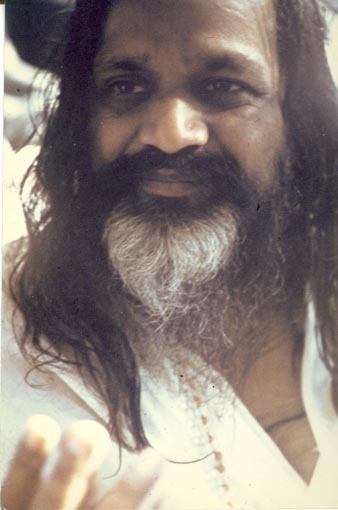
Il Maharishi, a cui è rivolto il testo

Sexy Sadie è una canzone le cui parole apparentemente parlano in termini enigmatici di una ragazza, ma in realtà vanno lette come indirizzate al Maharishi. In questo brano, John sfoga tutta la propria amarezza e disillusione per l'esperienza indiana e il disinganno per la figura stessa del "guru"; ma, da un'idea nata come burla confidenziale fra Lennon e Harrison, che servì in seguito a evitare noie legali, "Maharishi" fu sostituito da "Sexy Sadie" – alternativa scelta anche per ragioni di metrica. Il testo della versione originaria fu emendato e reso presentabile, ma a testimonianza dell'acredine di Lennon rimane il frammento di un nastro pieno di insulti espliciti rivolti al Maharishi che John fece ascoltare in studio nella prima seduta di registrazione della canzone e che nell'archivio di Abbey Road fa parte della collezione di nastri che rimane agli atti con il nome di «Frammenti e scarti degni di interesse». Anche la linea musicale andò incontro a più rifacimenti, tanto che ci vollero quattro sedute – dal 19 luglio al 24 agosto – e un totale di più di cinquanta riprese per giungere alla versione definitiva.

#### Helter Skelter
Nel 1967, il complesso degli Who aveva prodotto un singolo dal titolo I Can See for Miles che l'articolo di un giornale specializzato aveva descritto come un concentrato di suoni caotici e frastornanti. Paul McCartney era rimasto talmente impressionato dalla recensione del disco che aveva deciso di comporre un pezzo sul modello di quello del gruppo londinese. Per questo, il 18 luglio i quattro Beatles si ritrovarono in studio e quella prima seduta vide le prove del brano, un rock duro, rumoroso e disorganico e perciò lontano dall'accuratezza che abitualmente distingueva Paul. Uno dei tre nastri incisi quel giorno si prolungò per quasi mezz'ora e gli strumenti furono trattati con pesanti effetti elettronici. I primi nastri di prova, soddisfacenti sotto il profilo del caos sonoro progettato, risultavano però troppo lunghi e questo obbligò il gruppo a una seconda seduta d'incisione che si tenne il 9 settembre e vide – in diciotto riprese– il rifacimento e l'accorciamento del pezzo.
L'atmosfera surreale di quella seduta è testimoniata fra l'altro da John che al sassofono (suonato in modo maldestro) duetta con Mal Evans – altrettanto goffo e dilettantesco – alla tromba. A parere concorde dei presenti in studio, i musicisti ci dettero dentro come forsennati e i nastri si sono incaricati di trattenere l'urlo di Ringo, che a fine seduta gridava «I've got blisters on my fingers!» («Ho le vesciche alle dita!»), contributo che, come spesso accadeva, fu gelosamente conservato per essere montato in coda al pezzo – ma la reazione del batterista non è presente nella versione mono dell'album.
Nel gergo adolescenziale, il termine "Helter Skelter" si riferiva a uno scivolo elicoidale di quelli installati nei luna park. Nel linguaggio familiare, l'espressione era usata per indicare "parapiglia", "fuggifuggi" oppure denotava una cosa fatta "confusamente" o "alla rinfusa" Il testo, a differenza di altri, non nascondeva allusioni o metafore. Tuttavia, Charles Manson lo interpretò come il messaggio subliminale che i Beatles – che per Manson rappresentavano i quattro Cavalieri dell'Apocalisse – gli inviavano preannunciandogli un prossimo scontro razziale. Manson chiamò questo conflitto "Helter Skelter" e le due parole, scritte con un errore ortografico rivelatore, furono trovate sulla porta di un frigorifero sulla scena di uno degli omicidi di cui Manson si rese responsabile.

#### Long, Long, Long
In questa ballata sognante, George Harrison si rifà alle soluzioni armoniche di Sad Eyed Lady of the Lowlands, canzone che Bob Dylan aveva incluso nel suo doppio album del 1966 Blonde on Blonde.
In assenza di Lennon alla seduta, ai tre Beatles furono necessarie sessantasette prove per raggiungere il risultato migliore di quella che originariamente aveva per titolo It's Been a Long Long Long Time. Si trattò di incisioni inframmezzate da chiacchiere e battute e da improvvisazioni su altre linee melodiche in un clima disteso e positivo – una cosa rara per quei tempi. Nell'ascoltare il brano, verso la conclusione sul canale destro si percepisce uno strano suono tremolante. Successe che una bottiglia di vino Blue Nun posta sull'altoparlante Leslie cominciò a vibrare quando casualmente Paul suonò una nota sull'organo Hammond. Come al solito nei casi di questi incidenti, anziché rimuovere il rumore i tre musicisti lo esaltarono ricamandoci attorno – Paul con alcune note di organo, Ringo con una rullata e George con una voce spettrale.

#### Revolution 1

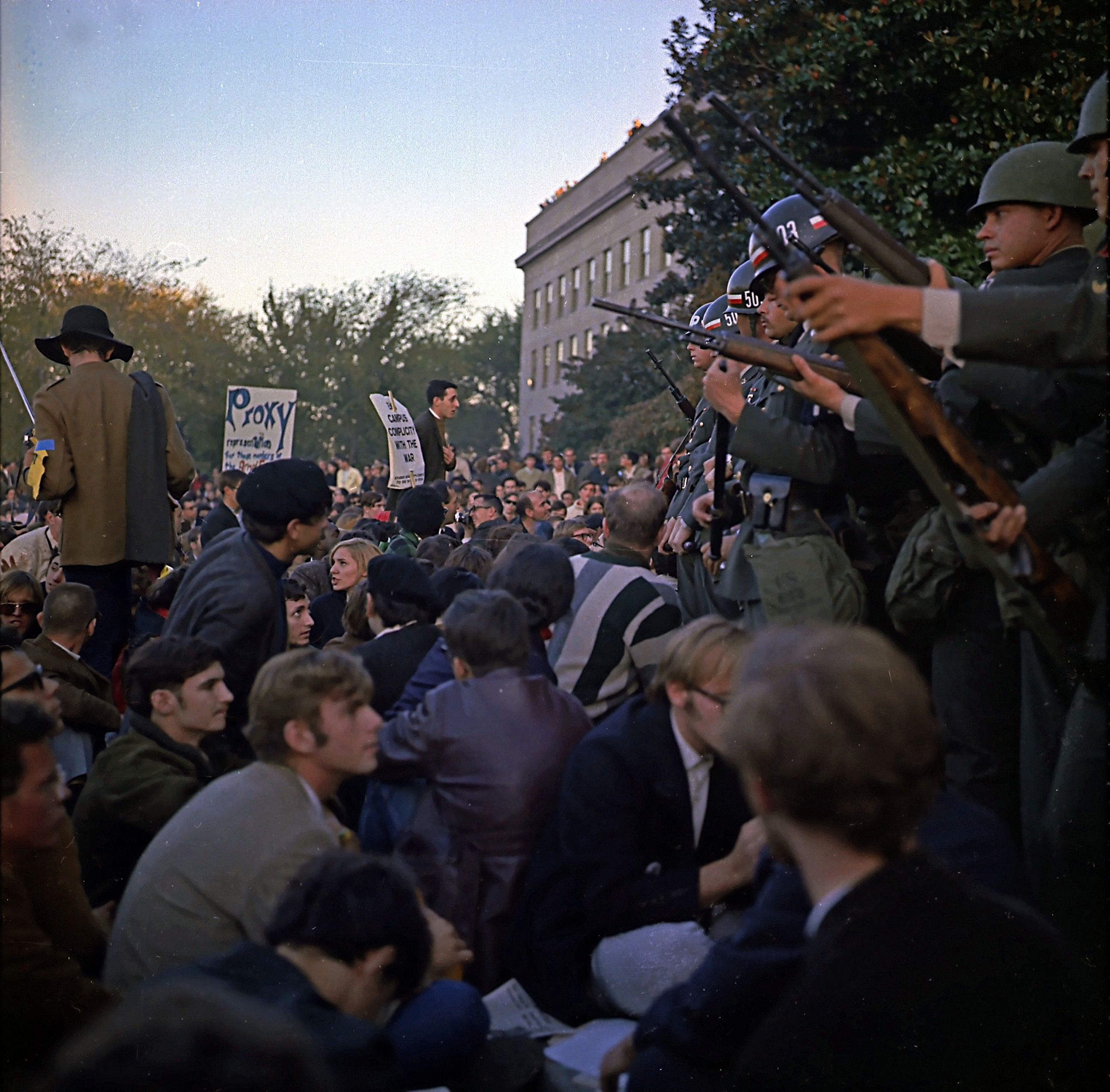
Masse giovanili in una protesta pacifista (1967)

In un mondo giovanile in subbuglio, il gruppo era incalzato dai movimenti di contestazione affinché si schierasse al loro fianco sia idealmente che anche, in certi casi, finanziariamente. John Lennon, come elemento più politicizzato dei quattro, si sentì chiamato in causa in prima persona e rispose con Revolution, la prima composizione a essere registrata per il White Album e il cui lavoro iniziò il 30 maggio, giorno in cui furono registrati diciotto nastri del pezzo. L'ultimo di essi, della durata di dieci minuti, risultò essere differente dagli altri e qualitativamente migliore e perciò fu scelto come base attorno a cui si costruì Revolution 1, anche se necessitò ben presto di essere accorciato degli ultimi sei minuti (i nastri tagliati a loro volta diventarono il nocciolo di Revolution 9). Geoff Emerick, tecnico di studio, dette il via al secondo nastro con il rapido lancio «Take two» che, suo malgrado, fu montato in testa al pezzo sul nastro definitivo. Le tre successive sedute videro sovraincisioni vocali e strumentali; John registrò diverse volte la sua linea vocale, avvicendando «you can count me out» («non contate su di me») a «you can count me in» («contate su di me») – ambedue le versioni trovarono posto nella canzone –, spia del nodo irrisolto di Lennon nei confronti del velleitarismo distruttivo di una parte dei movimenti. Anche per questo atteggiamento ambiguo, Lennon fu pesantemente criticato, specialmente dai settori più radicali. In realtà, l'opinione di John – espressa a più riprese – a proposito della distruzione del sistema era imperniata sul pensiero non violento e si basava prima di tutto sul cambiamento del modo di pensare di ciascuno («La meditazione cambierà il mondo» era stato uno degli insegnamenti del Maharishi).
Già dal 30 maggio e per i mesi seguenti, al seguito di John si installò in sala di registrazione Yōko Ono. Questa nuova, intrusiva presenza, attiva e in diversi casi anche fastidiosamente critica, innervosì gli altri tre Beatles e fu una delle ragioni dei successivi scontri e stati di forte tensione all'interno del gruppo.

#### Honey Pie
Brano composto da Paul McCartney, è legato parodisticamente alla musica dei primi decenni del secolo XX, qui con un particolare gusto jazzistico. Il brano si inserisce nel filone anni trenta delle canzoni di McCartney, quello di When I'm Sixty-Four, Your Mother Should Know, Maxwell's Silver Hammer, che il musicista non avrebbe abbandonato neanche durante la sua carriera solista post-Beatles con You Gave Me the Answer. Il testo si basa su un impianto di sapore vaudeville, ironico e divertito. Nella parte strumentale centrale, Paul inserisce alcune battute, in parte recitate e in parte cantate, proposte con il gusto istrionico dell'intrattenitore più consumato, quali: «I like this kind of hot kind of music.../Play it to me/Play it to me Hollywood blues» («Mi piace questo tipo di caldo tipo di musica.../Suonamelo/Suonami il blues di Hollywood»).. La sezione centrale del pezzo contiene anche un assolo di chitarra eseguito da John Lennon che ricalca lo stile di Django Reinhardt.
McCartney, da sempre affascinato dalle atmosfere delle vecchie canzoni hollywoodiane da musical, dichiarò di essersi ispirato allo stile di Fred Astaire, genere musicale che caratterizzava il repertorio delle orchestre in cui aveva suonato il padre Jim.

#### Savoy Truffle
Canzone dedicata da George Harrison all'amico Eric Clapton che aveva problemi di carie a causa del suo consumo di dolciumi e perciò era in cura dal dentista. George cita – leggermente alterandone un paio – alcuni nomi di cioccolatini della linea "Good News" della "Mackintosh": Creme Tangerine, Montelimart, Ginger Sling, Pineapple Treat, Coffee Dessert e il Savoy Truffle del titolo. Di fantasia sono invece Cherry Cream e Coconut Fudge. Derek Taylor, addetto stampa del gruppo, contribuì al testo fornendo all'autore lo spunto per un verso. Parlò infatti a George di un film sperimentale americano, You Are What You Eat, uscito nelle sale cinematografiche da pochissimi giorni. Tuttavia, la metrica non funzionava e George con pronto intuito rimescolò le parole ottenendo "What You Eat You Are", che fa rima con la successiva autocitazione "Ob-la-di-bla-da".
Alla prima registrazione del 3 ottobre ai Trident Studios seguirono altre tre sedute per completare il pezzo. In una di esse – l'11 ottobre – furono incisi sei sassofoni suonati da professionisti e la loro parte fu successivamente distorta secondo gli incontrastati voleri di George.. In nessuna delle quattro sedute rimane traccia della partecipazione di Lennon.

#### Cry Baby Cry

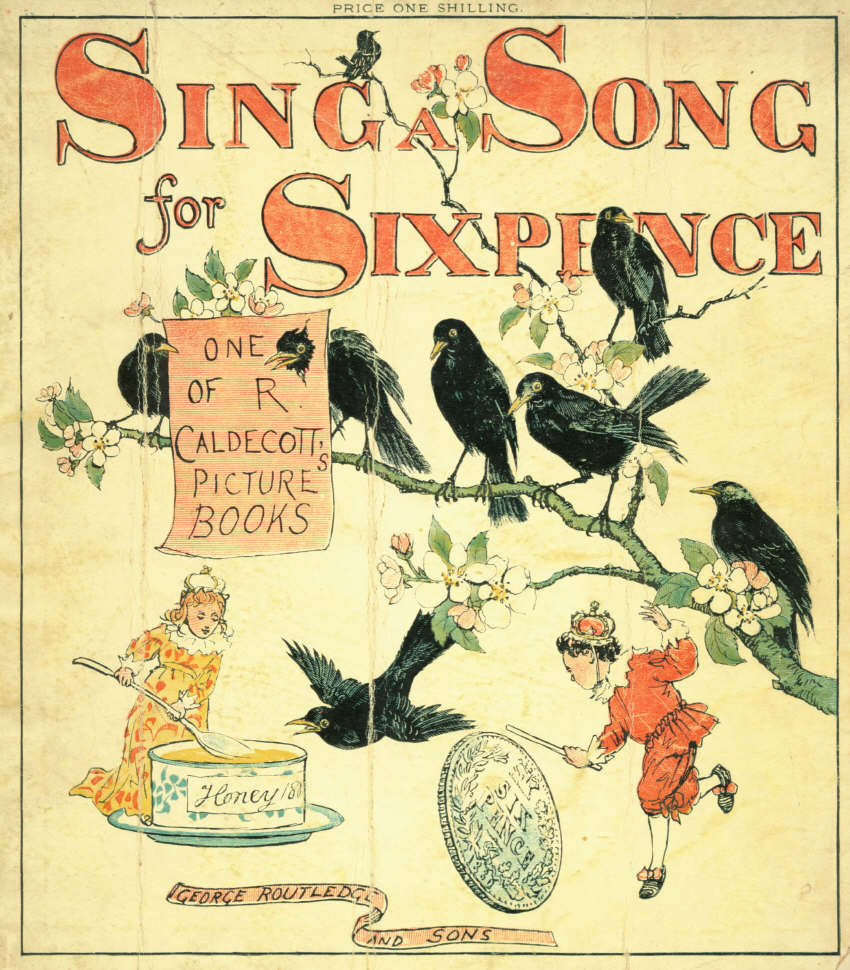
Illustrazione tratta da Sing a Song of Sixpence, filastrocca a cui si ispira la trama musicale di Cry Baby Cry

Incursione di John in un mondo fiabesco, territorio ideale per la fervida fantasia lennoniana che in Cry Baby Cry crea un ambiente irreale con re e regina di Marigold, duca e duchessa di Kirkcaldy e bimbetti burloni, elaborazione che richiama la filastrocca per bambini Sing a Song of Sixpence e che è ritenuta la più riuscita pastiche lennoniana in stile Lewis Carroll. Tuttavia, John non si disancorò dagli spunti che era solito raccogliere dall'esperienza di tutti i giorni. Pare infatti che l'ispirazione sia germogliata dallo slogan di una campagna pubblicitaria, «Cry baby cry, make your mother buy» («Piangi bimbo piangi, così mamma compra») e che tali fossero le parole iniziali prima della loro evoluzione.
Dopo la prima giornata trascorsa in studio a provare il pezzo, il gruppo si riunì il successivo 16 luglio incidendo dieci nastri, ma dall'ascolto si nota che già al primo tentativo aveva imbroccato la strada giusta. In quella seduta i nervi di Paul erano a fior di pelle e una risposta insolente del bassista causò il volontario abbandono del tecnico di studio Geoff Emerick che, su richiesta dello stesso Paul, sarebbe tornato esattamente un anno dopo per la produzione di Abbey Road, accompagnando così i Beatles alla fine della loro avventura. La cantilena con la strofa ripetuta «Can you take me back where I came from, can you take me back?», della durata di una trentina di secondi e che funge da legame con Revolution 9, sarebbe stata incisa il successivo 16 settembre durante la registrazione di I Will e attaccata in coda al pezzo nella fase del montaggio finale dell'album.
Così come in altri casi, Lennon avrebbe in seguito screditato la propria composizione, definendola «spazzatura».

#### Revolution 9

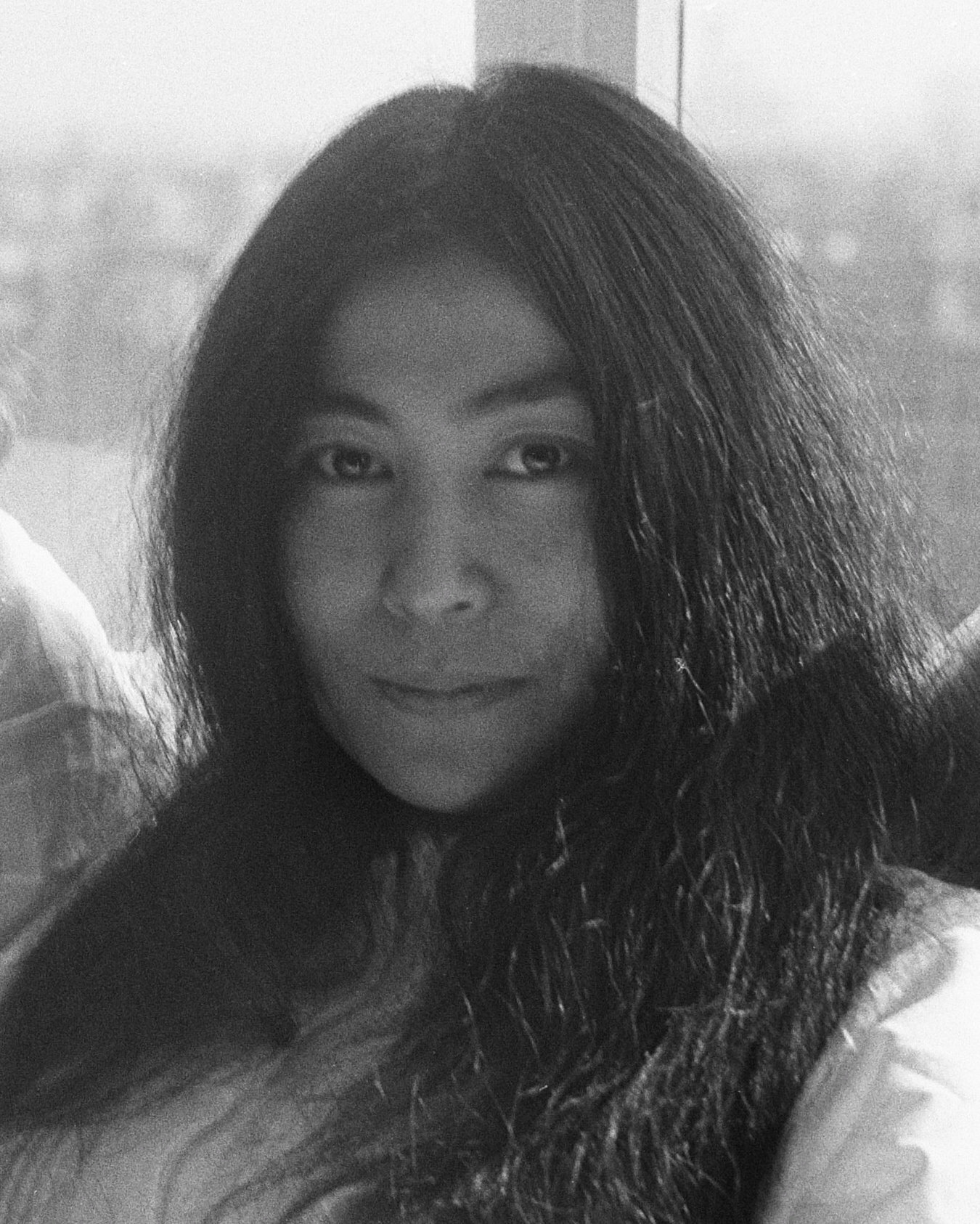
Yōko Ono, coautrice del brano

Oramai Paul e John componevano – e spesso eseguivano e registravano – i brani separatamente. In effetti, proprio il White Album rappresentava una netta discontinuità con Sgt Pepper. Dove quest'ultimo evidenziò l'amalgama, la partecipazione corale e l'affiatamento dei quattro Beatles, il White Album, con rarissime eccezioni, costituì una collezione di creazioni individuali.
Revolution 9 è targata, come la maggior parte dei brani, Lennon-McCartney e mai come in questo caso la sigla è inappropriata. Paul fu dall'inizio contrario al progetto di John e deliberatamente vi si estraniò volando in America e rimanendovi per alcuni giorni, seguito da George e Ringo che soggiornarono negli Stati Uniti per due settimane. Intanto nello Studio Tre di Abbey Road prese forma, a cura dei soli John Lennon e Yōko Ono, quell'assemblaggio di suoni e rumori imperniato sui sei minuti tagliati a Revolution 1 attorno ai quali venne costruito un castello fatto da nastri suonati a rovescio, sezioni cucite, sovraincisioni, effetti acustici, dissolvenze, brani orchestrali, frasi sussurrate, parole scandite e soprattutto l'inquietante, carsico loop che ripete incessantemente «number nine, number nine». Fra i loop si ritrovano gli Studi sinfonici di Robert Schumann, la Sinfonia n. 7 di Jean Sibelius, il mottetto O Clap Your Hands di Ralph Vaughan Williams e la sezione di un violino tratta da A Day in the Life.
Il solo George, nella seduta finale del 20 giugno, ebbe modo di registrare qualche frase che finì nel collage. Per il resto fu tutta opera di John e Yōko: non solo le registrazioni, ma anche le scelte dei nastri, le interpolazioni e i mixaggi. Il risultato finale non risultò gradito né a Martin né agli altri tre Beatles, che lo volevano escludere dal disco, ma nonostante le pressioni John si impuntò perché la sua creazione fosse inserita nel doppio album.
Di nuovo, la fantasia perversa e visionaria di Manson, già ossessionata da Piggies e Helter Skelter, rintracciò nell'anarchia sonora di Revolution 9 messaggi cifrati relativi all'apocalisse.

#### Good Night
In questa delicata ninnananna composta da Lennon per il figlio di cinque anni Julian si riscontra più di un'anomalia rispetto alla produzione del gruppo. Fino a quel momento, eccettuata qualche rara circostanza, l'autore del pezzo cantava la linea melodica principale; qui invece la voce è affidata a Ringo Starr. Inoltre, come lo stesso Ringo confermò, lo stile fa pensare a una composizione di McCartney. Infine, tranne Starr, nella versione finale nessun altro dei Beatles contribuì a livello strumentale benché nelle precedenti sedute del 28 giugno e 2 luglio fossero state incise parti di chitarra e di piano e sezioni vocaliche. Nei primi nastri si poteva ascoltare un'introduzione parlata in cui Ringo invitava i bambini a coricarsi, preambolo successivamente eliminato; e, in origine, l'esecuzione avrebbe dovuto vedere solo la voce di Starr accompagnata dalla chitarra acustica suonata da John, prima che George Martin decidesse di abbellire il motivo con una sezione di archi.
Non presente nei Kinfauns Demo, il brano fu condito, dietro esplicita richiesta di Lennon a Martin, da una partitura "hollywoodiana" e "sdolcinata"" e per questo la seduta di registrazione del 22 luglio vide radunati in studio ventisei orchestrali – diretti da George Martin – e otto cantanti dei Mike Sammes Singers che, già impiegati in numero dimezzato l'anno precedente in I Am the Walrus, contribuirono con i cori all'atmosfera sognante del brano.

## Accoglienza
Trattandosi del primo album del gruppo a distanza di diciotto mesi dal grande successo riscosso da Sgt. Pepper's Lonely Hearts Club Band, le aspettative erano alte al momento in cui fu annunciata l'uscita di The Beatles. L'album esordì direttamente al primo posto della Official Albums Chart del Regno Unito il 7 dicembre 1968, rimanendovi per le successive sette settimane e scivolando al numero 2 il 25 gennaio 1969, quando The Best of the Seekers dei Seekers riuscì a scalzarlo dalla cima della classifica inglese. Il periodo del fulmineo successo di The Beatles coincideva con quello in cui si stava facendo strada anche il nuovo album del gruppo, Yellow Submarine, tanto che i Beatles si ritrovarono a dover contendere il primo posto nel Regno Unito a loro stessi. The Beatles rimase un totale di ventidue settimane all'interno della classifica. Questo comportò un calo di popolarità per il gruppo di Liverpool, considerando che il precedente album, Sgt. Pepper's Lonely Hearts Club Band, era riuscito a restare all'interno della UK Albums Chart per 149 settimane. Nel 2019, grazie ai nuovi parametri di vendite adottati dalla British Phonographic Industry, l'album venne proclamato doppio disco di platino nel Regno Unito grazie alle 600 000 copie distribuite.
Negli Stati Uniti d'America The Beatles si rivelò un successo ancor prima di essere distribuito nei negozi di dischi. La Capitol Records dovette far stampare oltre 3,2 milioni di copie del White Album per soddisfare la forte richiesta da parte dei fan. L'album debuttò al numero 11 della Billboard Albums Chart il 14 dicembre 1968, raggiungendo il secondo posto nella settimana seguente e balzando in vetta alla classifica il 28 dicembre, nella sua terza settimana di permanenza. The Beatles rimase in cima per le nove settimane successive e collezionò in tutto 202 settimane di permanenza all'interno della Top 200. Con 24 milioni di copie vendute in tutti gli Stati Uniti, The Beatles non fu solo l'album più venduto del 1969 ma anche l'album con la più alta certificazione dell'intera discografia dei Beatles.

## Tracce

### Disco 1
Lato A
Testi e musiche di Lennon-McCartney, eccetto dove indicato.
1. Back in the U.S.S.R. – 2:43
2. Dear Prudence – 3:56
3. Glass Onion – 2:17
4. Ob-La-Di, Ob-La-Da – 3:08
5. Wild Honey Pie – 0:53
6. The Continuing Story of Bungalow Bill – 3:14
7. While My Guitar Gently Weeps – 4:45 (Harrison)
8. Happiness Is a Warm Gun – 2:43

Durata totale: 23:39
Lato B
Testi e musiche di Lennon-McCartney, eccetto dove indicato.
1. Martha My Dear – 2:28
2. I'm So Tired – 2:03
3. Blackbird – 2:18
4. Piggies – 2:04 (Harrison)
5. Rocky Raccoon – 3:32
6. Don't Pass Me By – 3:50 (Starkey)
7. Why Don't We Do It in the Road? – 1:41
8. I Will – 1:46
9. Julia – 2:54

Durata totale: 22:36

### Disco 2
Lato A
Testi e musiche di Lennon-McCartney, eccetto dove indicato.
1. Birthday – 2:42
2. Yer Blues – 4:01
3. Mother Nature's Son – 2:48
4. Everybody's Got Something to Hide Except Me and My Monkey – 2:24
5. Sexy Sadie – 3:15
6. Helter Skelter – 4:29
7. Long, Long, Long – 3:04 (George Harrison)

Durata totale: 22:43
Lato B
Testi e musiche di Lennon-McCartney, eccetto dove indicato.
1. Revolution 1 – 4:15
2. Honey Pie – 2:41
3. Savoy Truffle – 2:54 (George Harrison)
4. Cry Baby Cry – 3:01
5. Revolution 9 – 8:22
6. Good Night – 3:11

Durata totale: 24:24

### 2018 50th Anniversary Box Set (tracce bonus)
CD 3 - Esher Demos
1. Back in the U.S.S.R. – 2:59 (Lennon-McCartney)
2. Dear Prudence – 4:47 (Lennon-McCartney)
3. Glass Onion – 1:55 (Lennon-McCartney)
4. Ob-la-di, Ob-la-da – 3:10 (Lennon-McCartney)
5. The Continuing Story of Bungalow Bill – 2:40 (Lennon-McCartney)
6. While My Guitar Gently Weeps – 2:41 (Harrison)
7. Happiness Is a Warm Gun – 1:55 (Lennon-McCartney)
8. I'm So Tired – 3:10 (Lennon-McCartney)
9. Blackbird – 2:34 (Lennon-McCartney)
10. Piggies – 2:05 (Harrison)
11. Rocky Raccoon – 2:44 (Lennon-McCartney)
12. Julia – 3:56 (Lennon-McCartney)
13. Yer Blues – 3:31 (Lennon-McCartney)
14. Mother Nature's Son – 2:24 (Lennon-McCartney)
15. Everybody's Got Something to Hide Except Me and My Monkey – 3:03 (Lennon-McCartney)
16. Sexy Sadie – 2:26 (Lennon-McCartney)
17. Revolution – 4:06 (Lennon-McCartney)
18. Honey Pie – 1:59 (Lennon-McCartney)
19. Cry Baby Cry – 2:27 (Lennon-McCartney)
20. Sour Milk Sea – 3:43 (Harrison)
21. Junk – 2:36 (McCartney)
22. Child of Nature – 2:37 (Lennon)
23. Circles – 2:16 (Harrison)
24. Mean Mr. Mustard – 2:05 (Lennon-McCartney)
25. Polythene Pam – 1:26 (Lennon-McCartney)
26. Not Guilty – 3:05 (Harrison)
27. What's the New Mary Jane – 2:42 (Lennon-McCartney)

Durata totale: 75:02
CD 4 - Sessions
1. Revolution 1 (Take 18) – 10:28 (Lennon-McCartney)
2. A Beginning (Take 4) / Don't Pass Me By (Take 7) – 5:05 (Martin / Starkey)
3. Blackbird (Take 28) – 2:15 (Lennon-McCartney)
4. Everybody's Got Something to Hide Except Me and My Monkey (Unnumbered Rehearsal) – 2:43 (Lennon-McCartney)
5. Good Night (Unnumbered Rehearsal) – 0:39 (Lennon-McCartney)
6. Good Night (Take 10 With a Guitar Part from Take 5) – 2:31 (Lennon-McCartney)
7. Good Night (Take 22) – 3:46 (Lennon-McCartney)
8. Ob-la-di, Ob-la-da (Take 3) – 2:54 (Lennon-McCartney)
9. Revolution (Unnumbered Rehearsal) – 2:16 (Lennon-McCartney)
10. Revolution (Take 14 - Instrumental Backing Track) – 3:25 (Lennon-McCartney)
11. Cry Baby Cry (Unnumbered Rehearsal) – 3:02 (Lennon-McCartney)
12. Helter Skelter (First Version - Take 2) – 12:53 (Lennon-McCartney)

Durata totale: 51:57
CD 5 - Sessions
1. Sexy Sadie (Take 3) – 3:08 (Lennon-McCartney)
2. While My Guitar Gently Weeps (Acoustic Version - Take 2) – 3:02 (Harrison)
3. Hey Jude (Take 21) – 6:44 (Lennon-McCartney)
4. St. Louis Blues (Studio Jam) – 0:51 (W. C. Handy)
5. Not Guilty (Take 102) – 4:28 (Harrison)
6. Mother Nature's Son (Take 15) – 3:11 (Lennon-McCartney)
7. Yer Blues (Take 5 With Guide Vocal) – 3:57 (Lennon-McCartney)
8. What's the New Mary Jane (Take 1) – 2:06 (Lennon-McCartney)
9. Rocky Raccoon (Take 8) – 4:57 (Lennon-McCartney)
10. Back in the U.S.S.R. (Take 5 - Instrumental Backing Track) – 3:09 (Lennon-McCartney)
11. Dear Prudence (Vocal, Guitar & Drums) – 3:59 (Lennon-McCartney)
12. Let It Be (Unnumbered Rehearsal) – 1:17 (Lennon-McCartney)
13. While My Guitar Gently Weeps (Third Version - Take 27) – 3:17 (Harrison)
14. (You're So Square) Baby I Don't Care (Studio Jam) – 0:42 (Jerry Leiber, Mike Stoller)
15. Helter Skelter (Second Version - Take 17) – 3:39 (Lennon-McCartney)
16. Glass Onion (Take 10) – 2:12 (Lennon-McCartney)

Durata totale: 50:39
CD 6 - Sessions
1. I Will (Take 13) – 2:20 (Lennon-McCartney)
2. Blue Moon (Studio Jam) – 1:11 (Richard Rodgers, Lorenz Hart)
3. I Will (Take 29) – 0:26 (Lennon-McCartney)
4. Step Inside Love (Studio Jam) – 1:34 (Lennon-McCartney)
5. Los Paranoias (Studio Jam) – 3:58 (Lennon-McCartney-Harrison-Starkey)
6. Can You Take Me Back? (Take 1) – 2:22 (Lennon-McCartney)
7. Birthday (Take 2 - Instrumental Backing Track) – 2:40 (Lennon-McCartney)
8. Piggies (Take 12 - Instrumental Backing Track) – 2:10 (Harrison)
9. Happiness Is a Warm Gun (Take 19) – 3:09 (Lennon-McCartney)
10. Honey Pie (Instrumental Backing Track) – 2:43 (Lennon-McCartney)
11. Savoy Truffle (Instrumental Backing Track) – 2:56 (Harrison)
12. Martha My Dear (Without Brass and Strings) – 2:29 (Lennon-McCartney)
13. Long, Long, Long (Take 44) – 2:54 (Harrison)
14. I'm So Tired (Take 7) – 2:29 (Lennon-McCartney)
15. I'm So Tired (Take 14) – 2:17 (Lennon-McCartney)
16. The Continuing Story of Bungalow Bill (Take 2) – 3:12 (Lennon-McCartney)
17. Why Don't We Do It in the Road? (Take 5) – 2:03 (Lennon-McCartney)
18. Julia (Two Rehearsals) – 4:31 (Lennon-McCartney)
19. The Inner Light (Take 6 - Instrumental Backing Track) – 2:47 (Harrison)
20. Lady Madonna (Take 2 - Piano and Drums) – 2:25 (Lennon-McCartney)
21. Lady Madonna (Backing Vocals from Take 3) – 0:54 (Lennon-McCartney)
22. Across the Universe (Take 6) – 3:52 (Lennon-McCartney)

Durata totale: 55:22
CD 7 - Blu-ray audio
1. The Beatles PCM Stereo (2018 Stereo Mix) - 93:35
2. The Beatles DTS-HD Master Audio 5.1 (2018) - 93:35
3. The Beatles Dolby True HD 5.1 (2018) - 93:35
4. The Beatles Mono (2018 Direct Transfer of The White Album Original Mono Mix) - 93:35

## Formazione

### The Beatles
- John Lennon - voce, cori, chitarra ritmica, pianoforte, organo Hammond, harmonium, mellotron, percussioni, armonica a bocca, sassofono
- Paul McCartney - voce, cori, basso, chitarra ritmica, pianoforte; batteria in Back in the U.S.S.R. e Dear Prudence
- George Harrison - chitarra solista, voce in While My Guitar Gently Weeps, Piggies, Long, Long, Long, Savoy Truffle, cori, organo Hammond, percussioni
- Ringo Starr - batteria, percussioni; voce in Don't Pass Me By e Good Night; cori in The Continuing Story of Bungalow Bill

### Altri musicisti
- George Martin - pianoforte, harmonium, voce
- Mal Evans - applausi, tromba
- Eric Clapton - chitarra solista in While My Guitar Gently Weeps
- John McCartney, Jackie Lomax - applausi
- Henry Datyner, Eric Bowie, Norman Lenderman, Ronald Thomas, Jack Fallon - violino
- Eldon Fox, Reginald Kilbey - violoncello
- John Underwood, Keith Cummings - viola
- Yōko Ono, Pattie Harrison, Maureen Starkey e altri - voce in The Continuing Story of Bungalow Bill
- Chris Thomas - mellotron, clavicembalo, pianoforte
- Jimmy Scott - conga in Ob-La-Di, Ob-La-Da
- James Gray, Rex Morris, Cyril Reuben - sassofoni in Ob-La-Di, Ob-La-Da
- Orchestra di 14 elementi - archi, fiati
- Orchestra di fiati
- Art Ellefson, Danny Moss e Derek Collins - saxtenore in Savoy Truffle
- Ronnie Ross, Harry Klein e Bernard George - saxbaritono in Savoy Truffle
- Derek Watkins, Freddy Clayton - tromba
- Don Lang, Rex Morris, J. Power, Bill Povey - trombone
- Orchestra di sette elementi - sassofono, clarinetto
- Orchestra di 26 elementi
- Ingrid Thomas, Pat Whitmore, Val Stockwell, Irene King, Ross Gilmour, Mike Redway, Ken Barrie e Fred Lucas (coristi dei Mike Sammes Singers)

## Omicidi della "famiglia Manson"

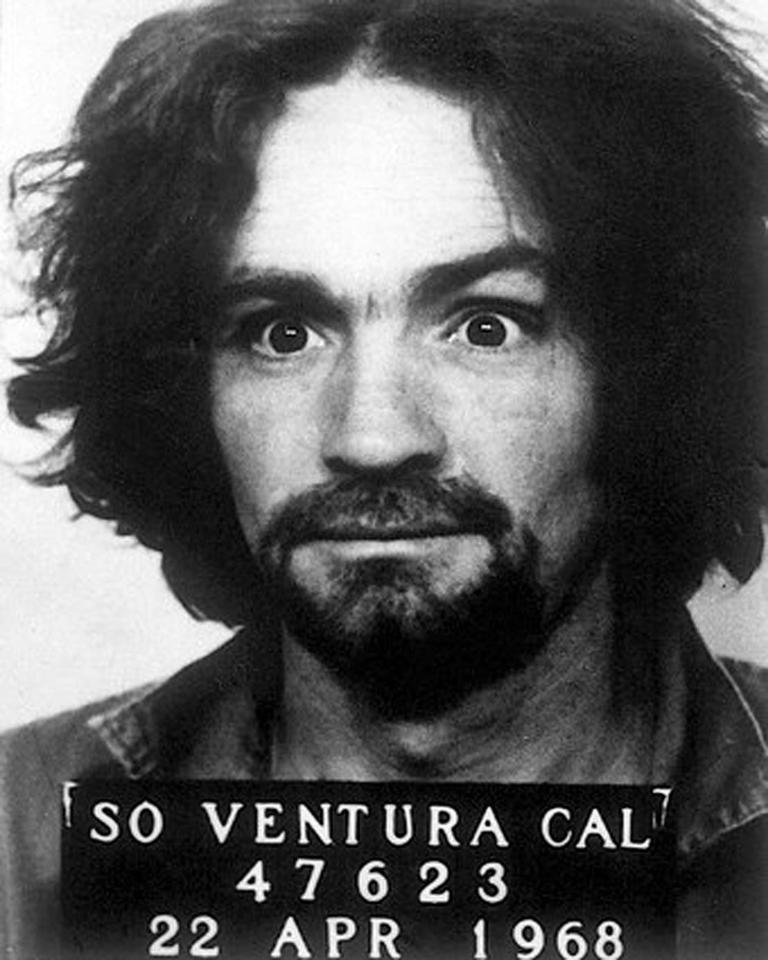
Charles Manson in una foto segnaletica del 1968

L'album fu involontario protagonista delle cronache giudiziarie californiane della fine degli anni sessanta in quanto era diventato una ossessione per Charles Manson, autore assieme ai suoi accoliti degli efferati assassinii di Sharon Tate e dei coniugi LaBianca avvenuti nell'agosto del 1969. Secondo Vincent Bugliosi, procuratore legale del caso, Manson, nel proprio delirio criminale, aveva interpretato l'album come una parafrasi del libro dell'Apocalisse di Giovanni; nella convinzione che attraverso i testi delle canzoni dei Beatles – che secondo l'omicida incarnavano i quattro cavalieri dell'Apocalisse – gli avessero comunicato l'imminente olocausto razziale che avrebbe annientato la popolazione bianca. Secondo le ricostruzioni del procuratore, diverse tracce dell'album eccitarono la fantasia maniacale e psicotica di Manson: I Will (con cui gli veniva chiesto di incidere un disco), Honey Pie (annuncio del viaggio dei Beatles in California), Don't Pass Me By e Yer Blues (appelli a Gesù/Manson), Sexy Sadie (che richiama il nome con cui Manson aveva battezzato la sua adepta Susan Atkins), Rocky Raccoon ("coon" nel significato di "negri", nei confronti dei quali Manson aveva sviluppato una forte paranoia), Happiness Is a Warm Gun (in cui lesse riferimenti sessuali e l'esortazione ai neri americani a imbracciare le armi), Blackbird (con il richiamo ai diritti del popolo di colore), Piggies (con la descrizione della vita opulenta da parte dei membri dell'establishment), Helter Skelter (inteso come il futuro scontro razziale e non nell'accezione di "scivolo da luna park"), Revolution 1 (con il titolo interpretato come un altro incitamento ai neri perché si sollevassero) e Revolution 9 (con il caos sonoro, le urla, i pianti e i rumori di un mitra in azione).

## Impatto culturale
The Beatles ha ispirato molti artisti da tutto il mondo. Caso particolarmente celebre è The Grey Album (2004) di Danger Mouse, in cui viene eseguito un mix tra il doppio album dei Beatles e il Black Album del rapper Jay-Z. Nonostante le accuse di violazioni di copyright e le controversie legali che avvennero in seguito alla sua pubblicazione, The Grey Album ricevette buoni giudizi dalla stampa e la critica musicali. Tra gli artisti che, in Italia, si sono apertamente ispirati a The Beatles vi sono Fabio Koryu Calabrò, con l'album tributo Albume bianco (2000) e gli Elio e le Storie Tese, il cui L'album biango (2013) cita nell'estetica di copertina e nel titolo quelli del disco dei Beatles.
Inoltre, il film-musical Across the Universe (2007) contiene diverse cover di The Beatles (Dear Prudence, While My Guitar Gently Weeps, Happiness is a Warm Gun, Why Don't We Do It in the Road?, Blackbird e Helter Skelter).